# Реутов
Реутов (рус. Реутов) град је у Русији у Московској области. Према попису становништва из 2010. у граду је живело 87.195 становника.

## Становништво
Према прелиминарним подацима са пописа, у граду је 2010. живело 87.195 становника, 10.390 (13,53%) више него 2002.
| 1939.  | 1959.  | 1970.  | 1979.  | 1989.  | 2002.  | 2010.  |
| ------ | ------ | ------ | ------ | ------ | ------ | ------ |
| 14.768 | 24.268 | 50.150 | 60.306 | 68.236 | 76.805 | 87.314 |

## Градови побратими
- Менсфилд
- Њасвиж